# Collin Campbell
Pour les articles homonymes, voir Colin Campbell et Campbell.
Collin Campbell (11 novembre 1926 - 2 avril 2011) était un artiste de layout pour l'animation américain ayant travaillé pour les studios Disney et un imagineer Disney.

## Biographie
Campbell rejoint WED Entreprises durant la construction de Disneyland. Il participe toutefois en parallèle à des films d'animations sur le layout.
Campbell est principalement connu pour ses peintures des attractions Jungle Cruise, Pirates of the Caribbean et The Haunted Mansion à Disneyland mais aussi le pavillon Horizons à Epcot.

## Filmographie
- 1955 : La Belle et le Clochard
- 1957 : The Truth About Mother Goose
- 1959 : Donald au pays des mathémagiques
- 1960 : Goliath II
- 1961 : Les 101 Dalmatiens